# St. Lukas (Krippehna)

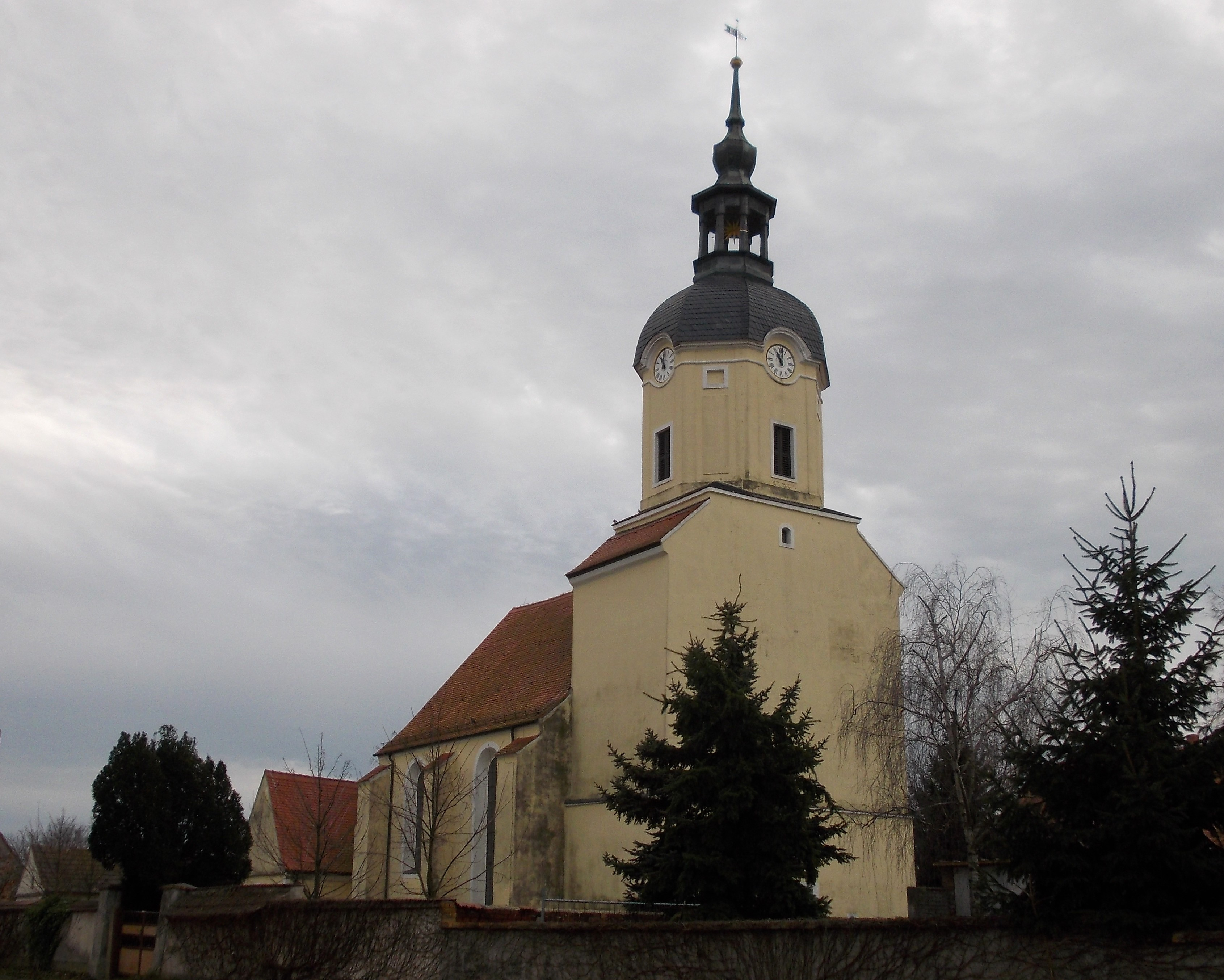
Die Kirche zu Krippehna

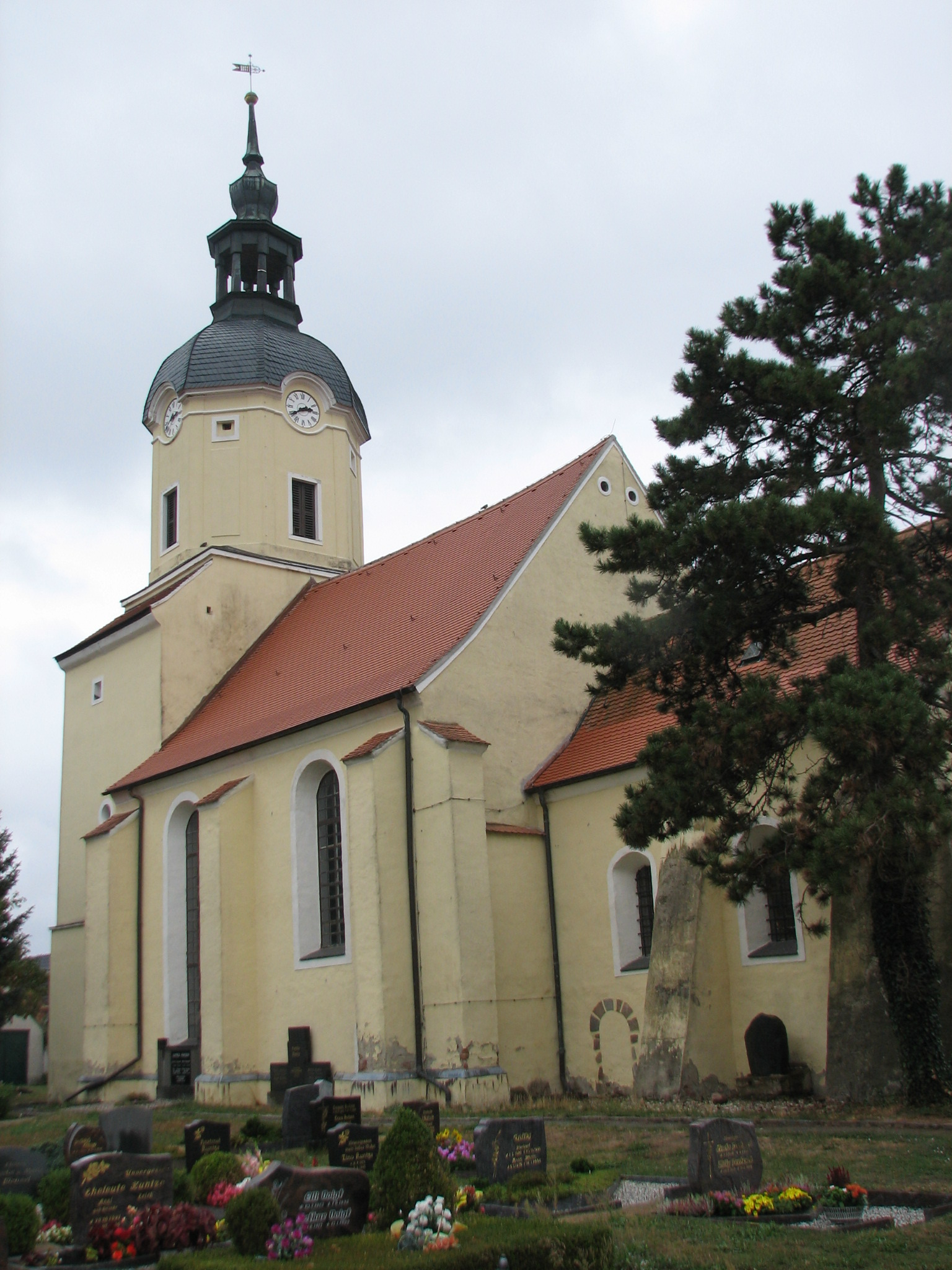
Gesamtansicht (September 2018)

Die Kirche St. Lukas ist ein Sakralbau der Evangelischen Kirche in Mitteldeutschland in Krippehna, einem Ortsteil der Gemeinde Zschepplin im Westen des Landkreises Nordsachsen, in der Nähe von Eilenburg. Sie steht in der Ortsmitte auf dem Friedhof.

## Baugeschichte
Die älteste Bautätigkeit an der dreischiffigen Kirche reicht zurück in die erste Hälfte des 13. Jahrhunderts. Im Jahr 1701 wurde das Langhaus errichtet, nach einem Brand wurde die Kirche 1768 wieder aufgebaut. Die Sakristei wurde 1845 vergrößert.
1973 erfolgte eine Innenrenovierung der Kirche, 1993/1994 wurde das Äußere der Kirche renoviert. 2017 erfolgte eine grundlegende Instandsetzung des Daches samt Dachstuhl.
Das Bauwerk weist Stilelemente der Romanik, des Barocks und des Historismus auf.

## Merkmale
Das Gebäude ist ein verputzter Feldstein- und Bruchsteinbau mit gerade geschlossenem Chor, Strebepfeiler, Westturm mit oktogonalem Glockengeschoss, Haube und Laterne.
Der Innenraum ist ein zweijochiges Langhaus, durch zwei Pfeiler in drei kreuzgratgewölbte Schiffe geteilt, mit dreiseitiger Empore, Sakristei mit Spitztonnengewölbe. Zur Ausstattung gehören ein mehrgeschossiger Altaraufbau, Taufe sowie ein Kruzifix.

## Hähnel-Orgel

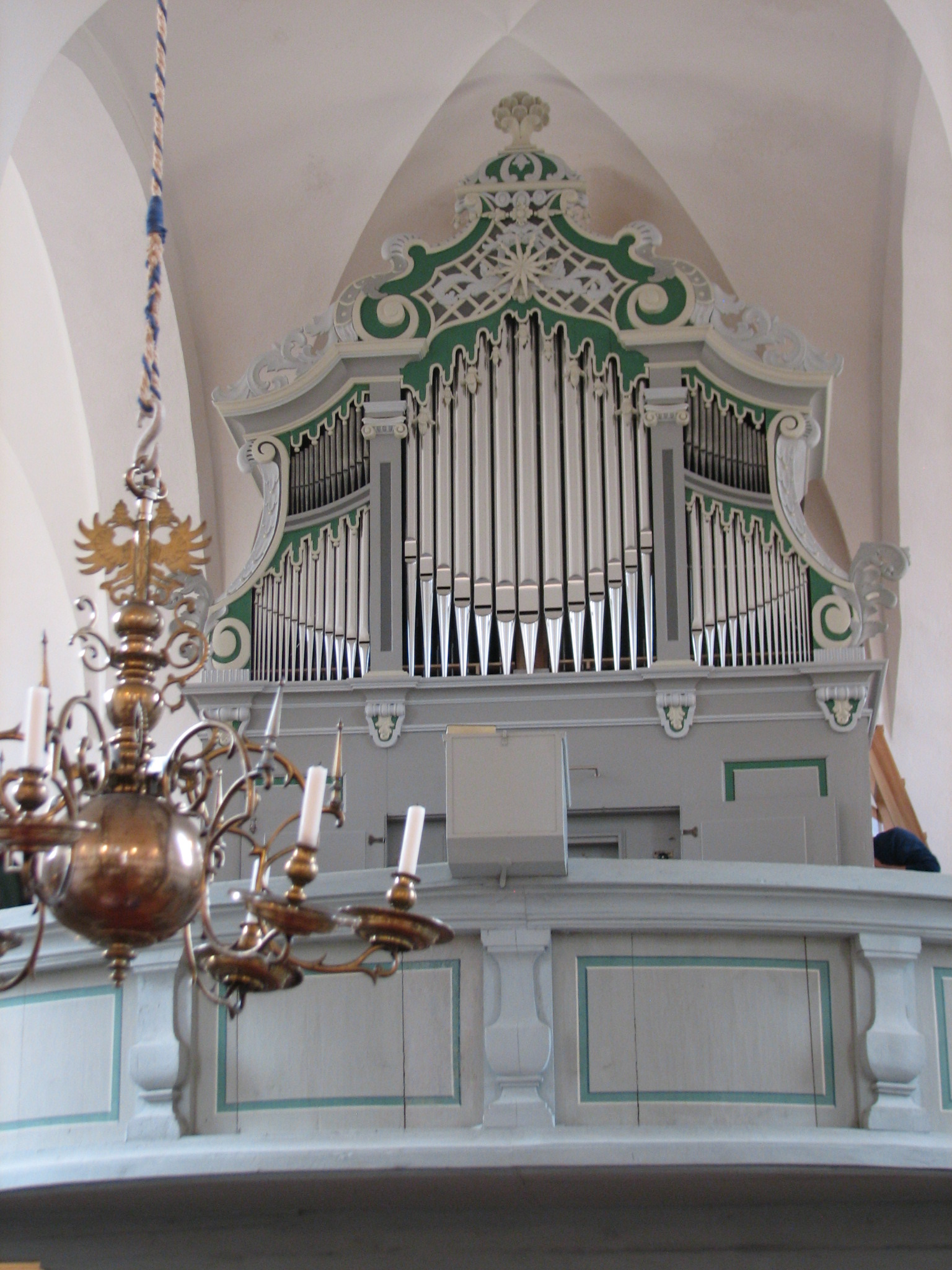
Die Hähnel-Orgel am 2. September 2018, dem Tag ihrer Wiedereinweihung

Eine überregionale Besonderheit ist die Orgel aus dem Jahr 1771 von Johann Ernst Hähnel. Diese wurde von 2015 bis 2018 von der Orgelwerkstatt Kristian Wegscheider aus Dresden komplett restauriert, die Gesamtkosten betrugen 280.000 Euro.

„Mit der Sanierung des historischen Instruments konnte ein besonderes Kleinod der Nachwelt erhalten werden, das von bisher wenig bekannter Orgelbautradition in Sachsen zeugt.“

Die ganztägige Wiedereinweihung mit Gottesdienst, mit von Orgelmusik umrahmter Faust-Aufführung und mit eigenständigem Orgelkonzert fand am 2. September 2018 statt. Das Einweihungskonzert spielte der Organist Florian Zschucke aus Dessau. Die Disposition lautet:
| Manual CD–c3 |               |    |
| 1.           | Principal     | 8′ |
| 2.           | Flaute major0 | 8′ |
| 3.           | Quinta Viola  | 8′ |
| 4.           | Unda maris    | 8′ |
| 5.           | Praestanda    | 4′ |
| 6.           | Flaute minor  | 4′ |
| 7.           | Quinta        | 3′ |
| 8.           | Octava        | 2′ |
| 9.           | Siffloit      | 1′ |
| 10.          | Mixtur III    |    |
| 11.          | Cymbel II     |    |

| Pedal CD–c1 |              |     |
| 12.         | Sub.Bass     | 16′ |
| 13.         | Violon.Bass  | 08′ |
| 14.         | Posaun.Bass0 | 16′ |

- Koppel: M/P
- Nebenregister: Tremulant, Tympano, Nolimetangere 32′ und Vocator[8]

## Bilder

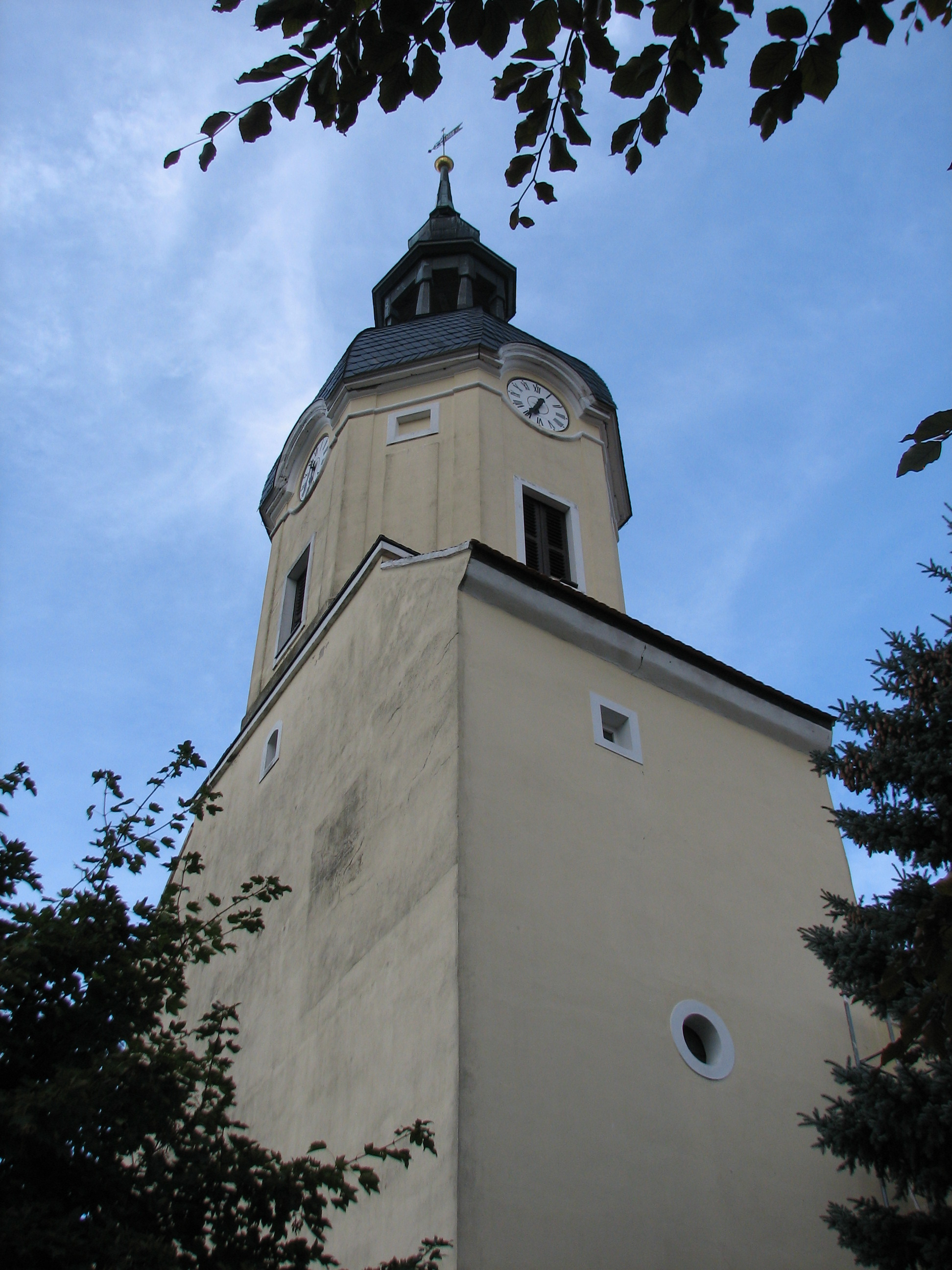
Kirchturm
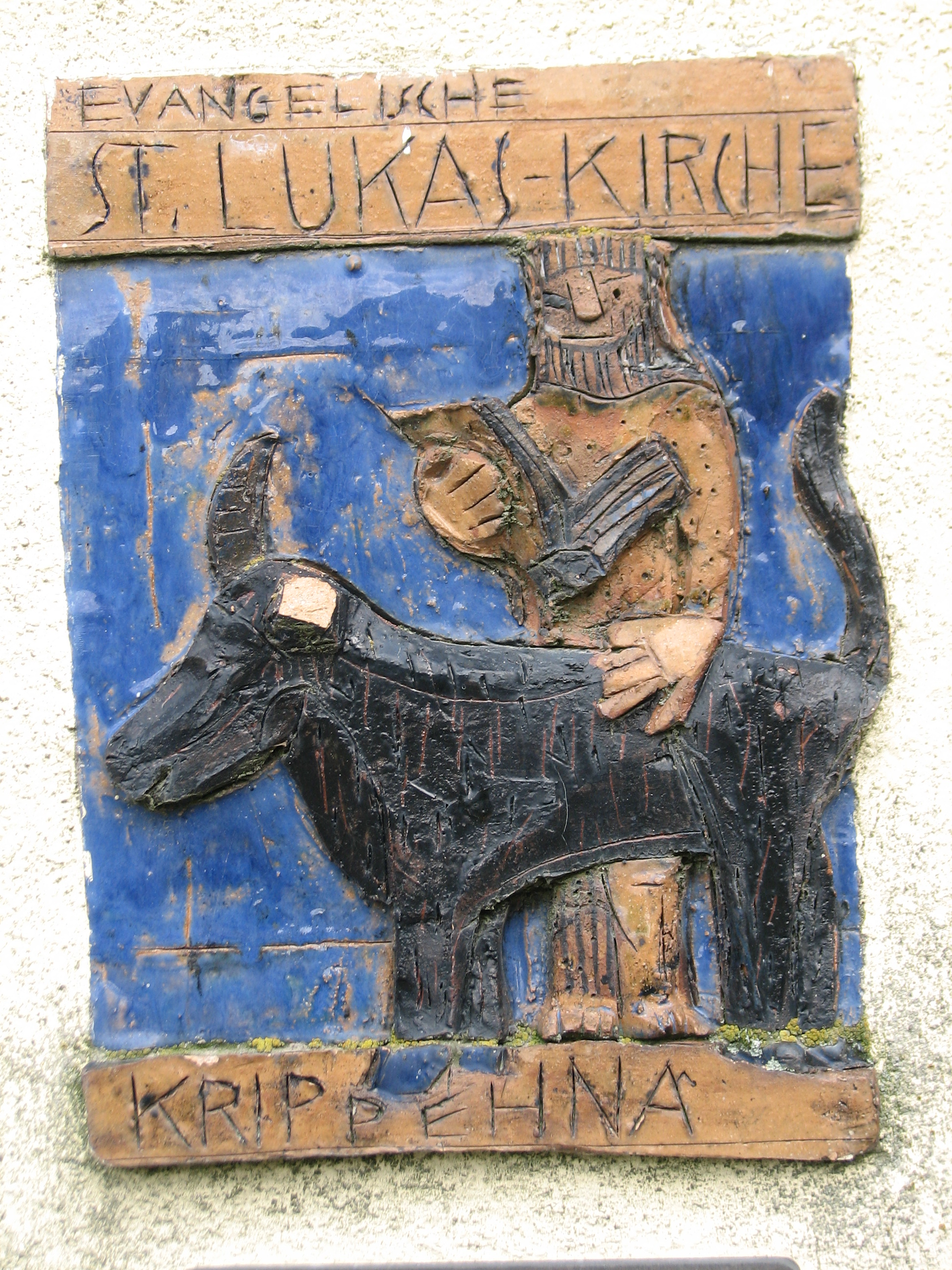
Am Eingang zur Kirche
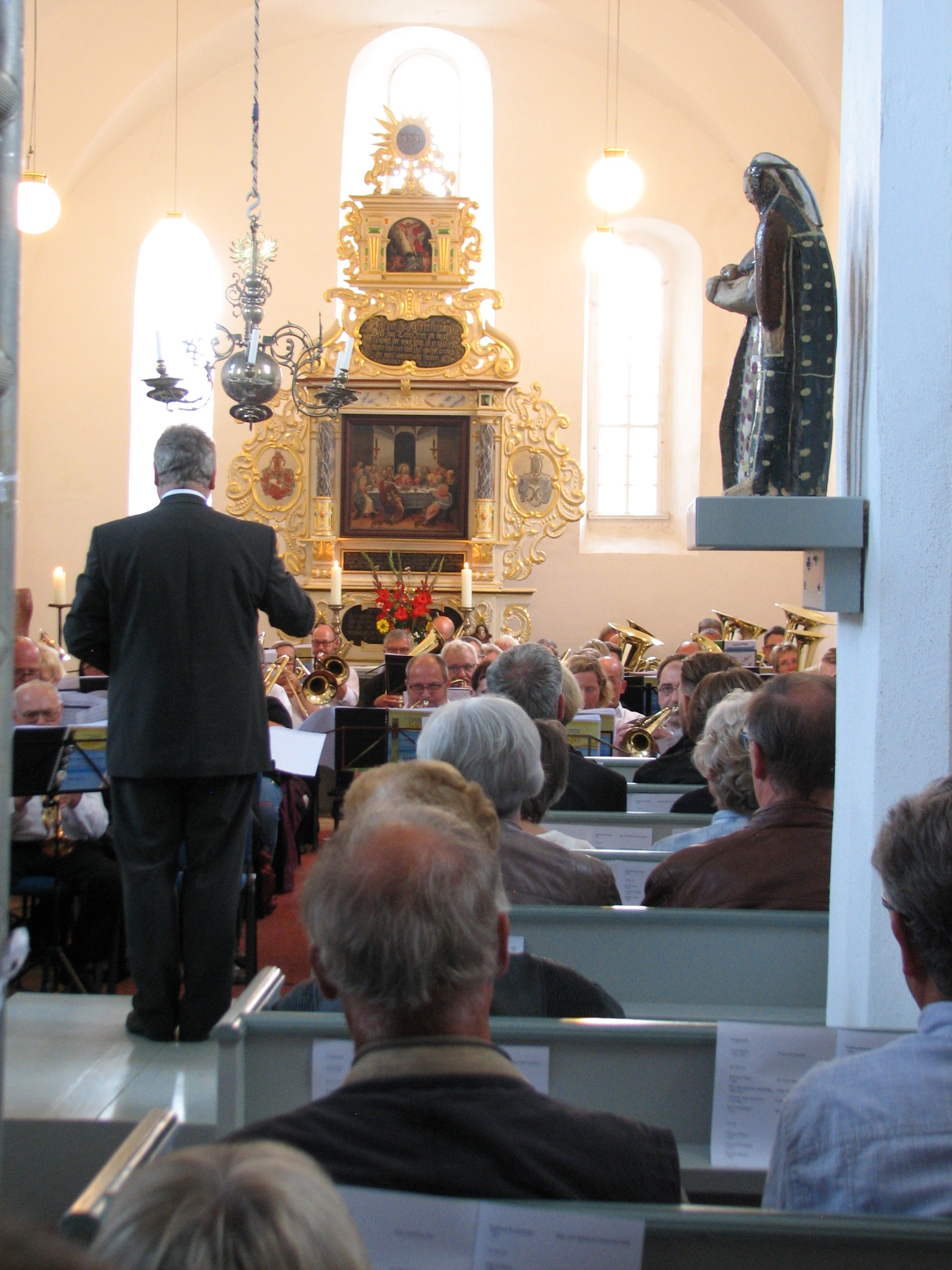
Blick zum Altar
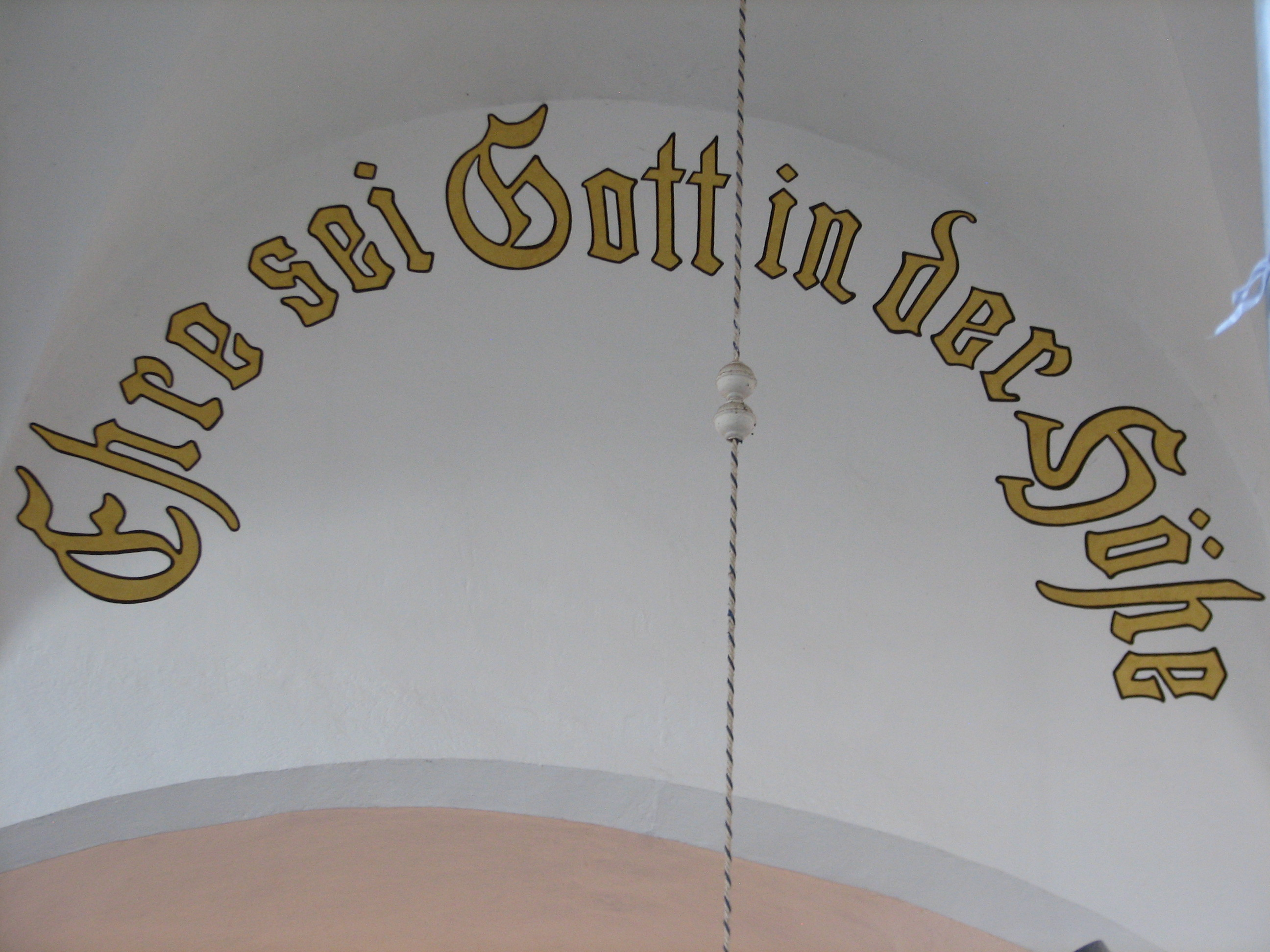
Inschrift
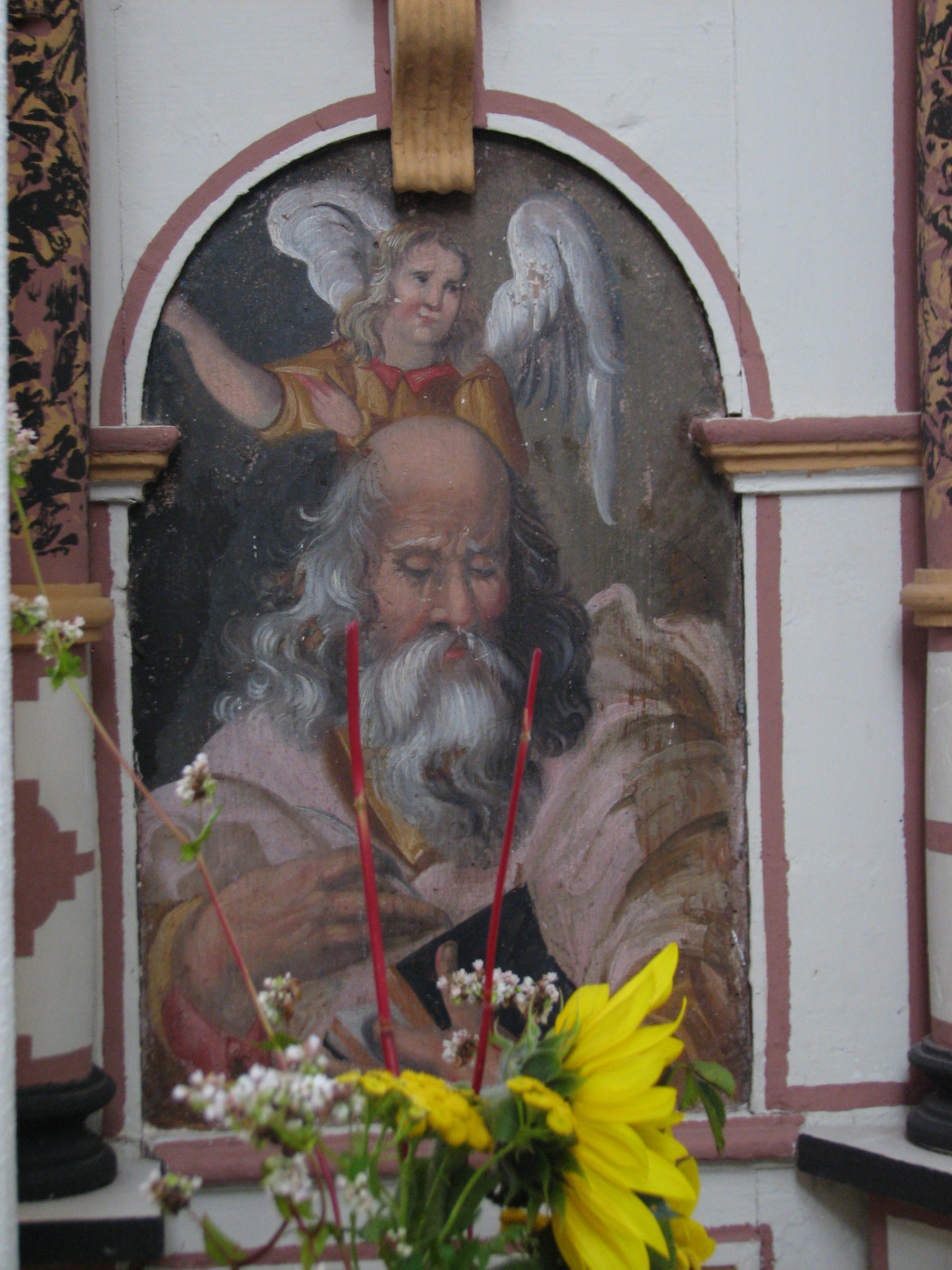
Gemälde an der Kanzel
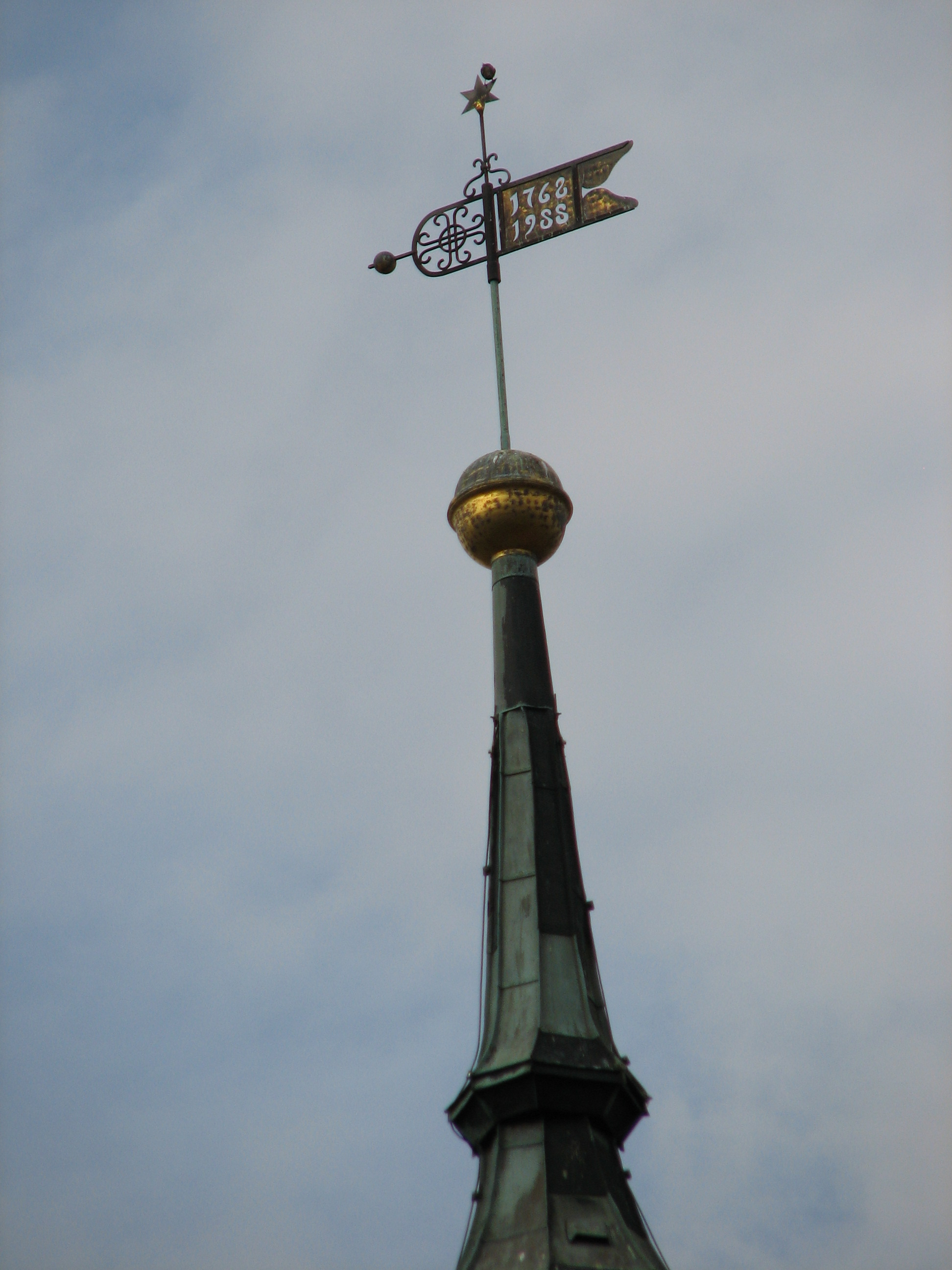
Kirchturmspitze mit Wetterfahne

## Pfarrhaus
In direkter Nähe, am Eingang des Friedhofs, befindet sich das zugehörige, ebenfalls sanierte Pfarrhaus.

## Varia
- Als eine von dreizehn Kirchen stand bei der Aktion Kirche des Jahres 2018/2019 die Kirche zu Krippehna als Nominierte für diese Auszeichnung, die die Stiftung KiBa verleiht. Die Abstimmung lief bis zum 26. April 2019, endete jedoch mit einem ersten Platz für St. Marien (Bleicherode).[11]
- Zuvor war St. Lukas von derselben Stiftung aber bereits zur Kirche des Monats Dezember 2017 erklärt worden, einhergehend mit einer Förderung in Höhe von 40.000 Euro für die damals durchgeführte Dachsanierung.[12]
- Von 1964 bis 2000 war der auch als Autor bekannte Friedemann Steiger Pfarrer dieser Kirchgemeinde.

## Diskographie
- Johann-Ernst-Hähnel-Orgel. Krippehna. 2018, Querstand VKJK 1911, CD (Krzysztof Urbaniak, Orgel).